# Ercole Villa (scultore)
Ercole Villa (Milano, 16 gennaio 1827 – Vercelli, 1909) è stato uno scultore italiano.

## Biografia
Fu allievo di Cacciari all'Accademia di Brera e poi collaborò nel suo studio.
Esule a Torino dopo le 5 giornate, fu allievo di Gaggini e Bogliani all'accademia Albertina.
Operò soprattutto a Vercelli, dove realizzò molti busti ed opere funerarie, come la tomba di Feliciano Gattinara al cimitero Biliemme, il busto ritratto di Isabella di Cardona, la statua di Camillo Benso, conte di Cavour nell'omonima piazza e quattro statue della serie dei dodici apostoli nell'attico della facciata del duomo di Vercelli.
Celebre anche il busto di Gaetano Cantoni nell'allora sede della Scuola di Agricoltura, la Chiesa di Santa Maria Incoronata a Milano, poi trasferito alla nuova sede della facoltà in via Celoria.

## Opere

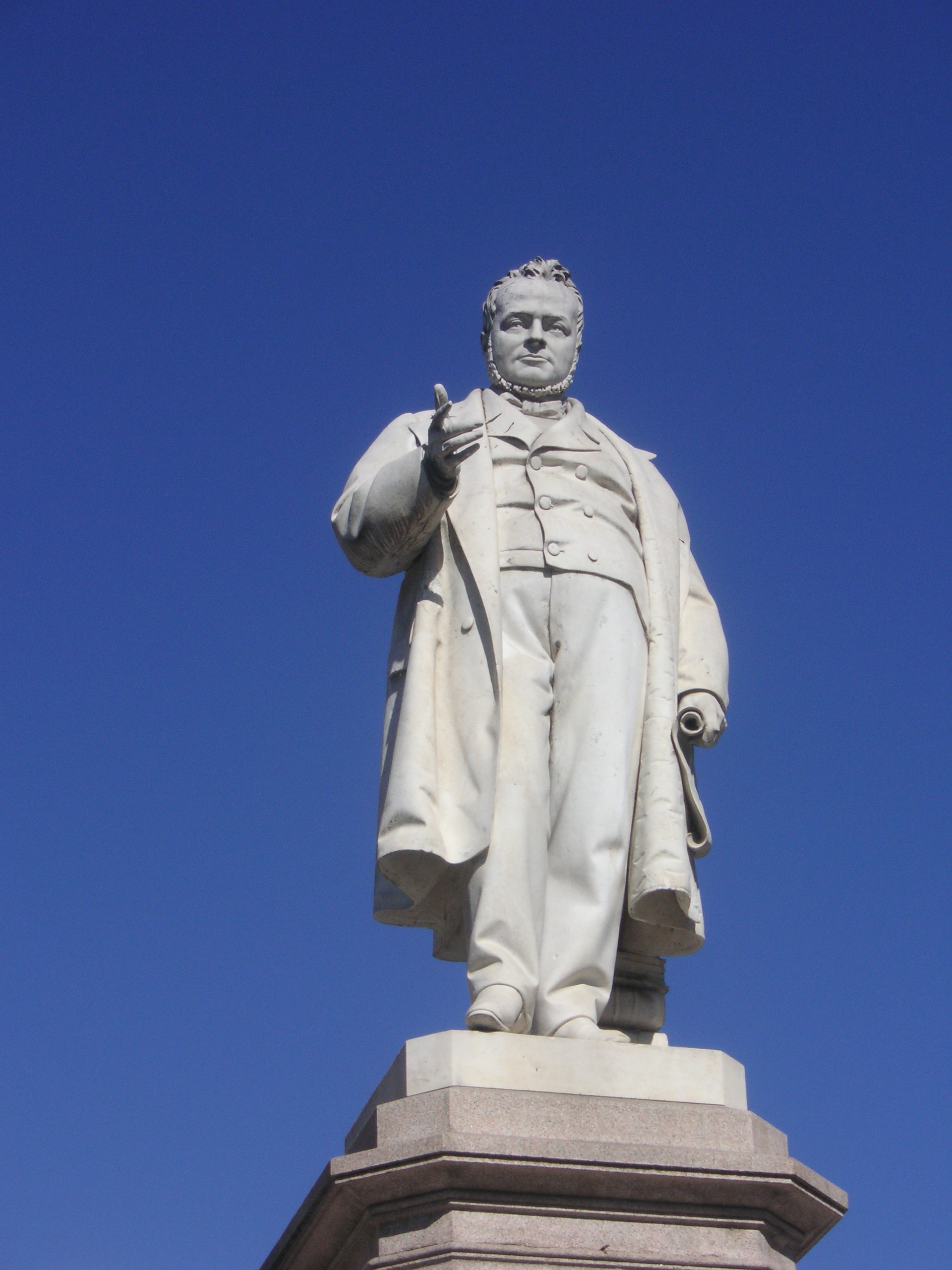
Statua di Cavour a Vercelli
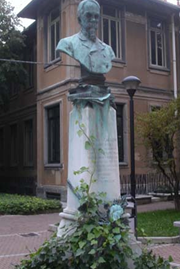
Busto di Gaetano Cantoni all'Università di agraria di Milano
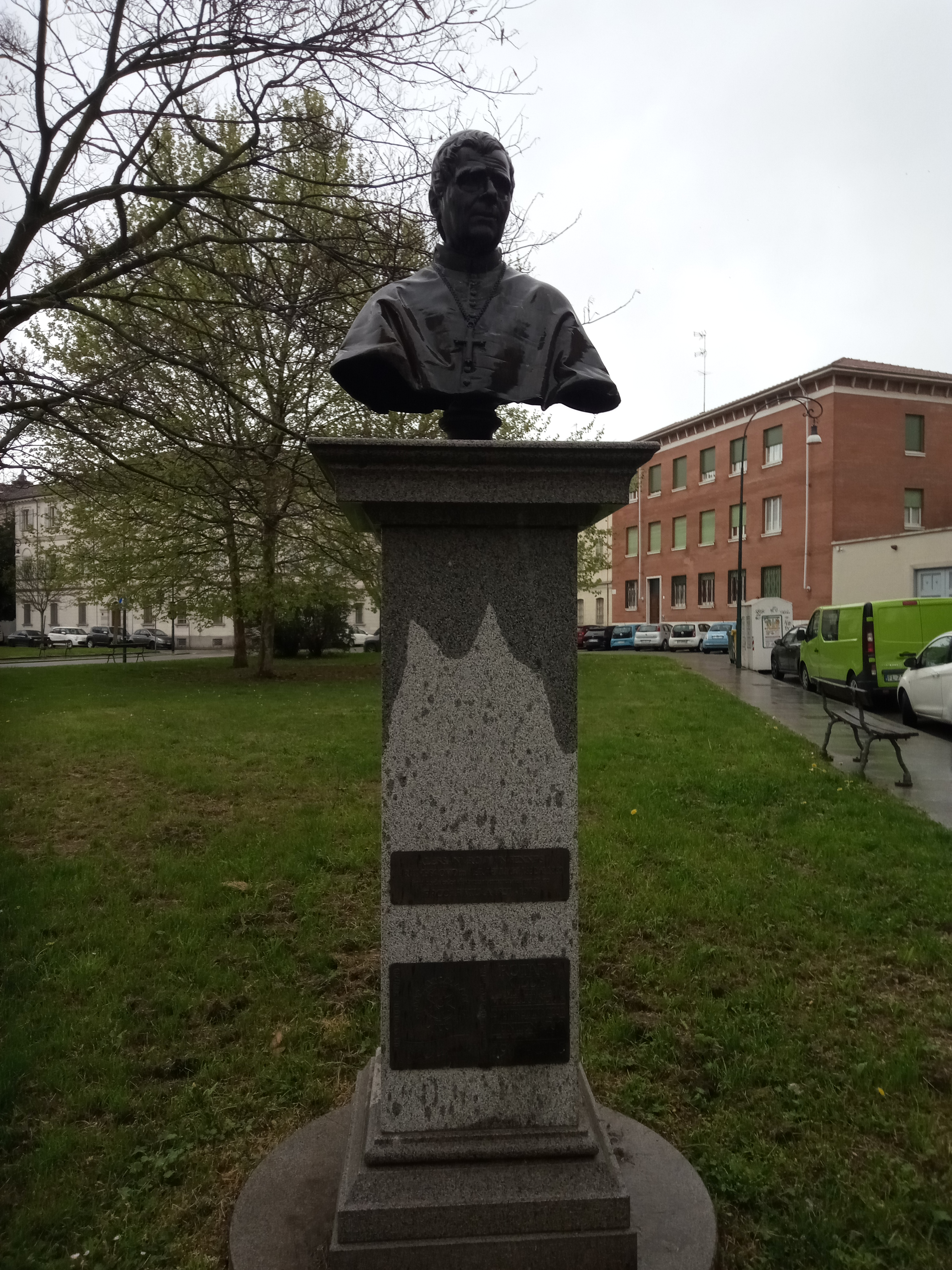
Monumento a Alessandro d'Angennes nella piazza a lui dedicata a Vercelli - bronzo da calco di statua mormorea